# Építészeti topográfia
Az építészeti topográfia, latinosan inventárium ('értékleltár') az ismeretterjesztő irodalom egyik műfaja.

## Jellemzői
Az építészeti topográfia jellemzője, hogy a normál topográfiai térképhez képest egy-egy terület épületeit teljes körűen, vagy épületeinek egy részét bizonyos szempontok (pl. kor, stílus stb.) alapján összegyűjti, és – általában fényképpel – katalógusszerűen, kiemelt adatokkal, könyvként ismerteti.
Terjedelmét, részletességét tekintve létezik építészeti nagy-, közép-, és kistopográfia.
Magyarországon Gerle János, Kovács Attila és Makovecz Imre a 20. század elejének Magyarországi szecessziós épületeit, Kovács Dániel Budapest közel 200 szecessziós épületét, Ferkai András Buda és Pest két világháború közötti (1920–1945) épületeinek egy részét, Déry Attila több budapesti kerület (V., VI., VII., VIII.) összes épületét, Bolla Zoltán Budapest XIII. kerülete Újlipótváros nevű részének 1945 előtti épületeit, illetve a Balaton környékének két világháború közötti nyaralóit mutatta be könyvében.

## Magyar nyelvű példák
- Genthon István: Magyarország műemlékei, Akadémiai Kiadó, Budapest, 1951[1]
- Budapest műemléképületeinek jegyzéke. Budapest városképi és műemléki vizsgálata, Budapesti Városépítési Tervező Vállalat, Budapest, 1955[2]
- Gerle János – Kovács Attila – Makovecz Imre: A századforduló magyar építészete. Szépirodalmi Könyvkiadó, Budapest, 1990, ISBN 963-15-4278-5
- Ferkai András: Buda építészete a két világháború között (művészeti emlékek), MTA Művészettörténeti Kutató Intézet, Budapest, 1995, ISBN 963-7381-57-0
- Ferkai András: Pest építészete a két világháború között, Modern Építészetért Kht., 2001, ISBN 9630047535
- Déry Attila: Belváros–Lipótváros. V. kerület. TERC Kft., Budapest, 2005, ISBN 9789639535367 (Budapest építészeti topográfiája II.)
- Déry Attila: Terézváros–Erzsébetváros. VI–VII. kerület. TERC Kft., Budapest, 2006. ISBN 9789639535374 (Budapest építészeti topográfiája III.)
- Déry Attila: Józsefváros. VIII. kerület. TERC Kft., Budapest, 2007. ISBN 9789639535602 (Budapest építészeti topográfiája IV.)
- Kovács Dániel: Szecessziós Budapest, Andron Könyv Kft., Budapest, 2012, ISBN 9789638964007
- Bolla Zoltán: Újlipótváros építészete 1861–1945. Budapest: Ariton Kft. 2019.  ISBN 9786150058528
- (szerk.) Jankovics Norbert: Veszprém város építészeti topográfiája, MMA Kiadó, 2022, ISBN 9786156434531
- Bolla Zoltán: Balatoni modernizmus és art deco – Építészet a két világháború között, Ariton Kft., Budapest, 2023, ISBN 9786150191508

### Sorozatok
Magyarország Műemléki Topográfiája (Akadémiai Kiadó, Budapest):
- 1. Esztergom, 1948.[3]
- 2. Sopron és környéke műemlékei. Győr-Sopron megye műemlékei, 1953.[4]
- 3. Nográd megye műemlékei, 1954.[5]
- 4. Budapest műemlékei I., 1955.[6]
- 5. Pest megye műemlékei I-II., 1958.[7]
- 6. Budapest műemlékei II., 1962.[8]
- 7. Heves megye műemlékei I., 1969.[9]
- 8. Heves megye műemlékei II., 1972.[10]
- 9. Heves megye műemlékei III., 1978.[11]
- 10. Szabolcs-Szatmár megye műemlékei I., 1986.[12]
- 11. Szabolcs-Szatmár megye műemlékei II., 1987.[13]

Magyarország művészeti emlékei (Képzőművészeti Alap Kiadóvállalata, Budapest):
- 1. Dunántúl, 1959.
- 2. Duna-Tisza köze, Tiszántúl, Felsővidék, 1961.
- 3. Budapest, 1961.

Topográfiai mutatók (Budapest Főváros Levéltára, Budapest):
- 1. Pest város topográfiai mutatója 1. Belváros, Lipótváros, 1975.[14]
- 2. Pest város topográfiai mutatója 2. Terézváros I., 1982.[15]
- 3. Pest város topográfiai mutatója 2. Terézváros II., 1982.[16]
- 4. Pest város topográfiai mutatója 3. Ferencváros, 2000.[17]